# Haematopota ruwenzorii
Haematopota ruwenzorii är en tvåvingeart som beskrevs av Dias 1993. Haematopota ruwenzorii ingår i släktet Haematopota och familjen bromsar.
Artens utbredningsområde är Kongo. Inga underarter finns listade i Catalogue of Life.